# Монтекиаро д'Асти
Монтекиа̀ро д'А̀сти (на италиански: Montechiaro d'Asti; на пиемонтски: Munciair, Мончайр) е село и община в Северна Италия, провинция Асти, регион Пиемонт. Разположено е на 292 m надморска височина. Населението на общината е 1300 души (към 2014 г.).